# Svart törnkråka
Svart törnkråka (Melloria quoyi) är en fågel i familjen svalstarar inom ordningen tättingar.

## Utbredning och systematik
Svart törnkråka förs numera oftast som ensam art till släktet Melloria. Tidigare placerades den bland övriga törnkråkor i Cracticus. Den delas in i fem underarter med följande utbredning:
- M. quoyi, förekommer på Nya Guinea, Yapen och Västpapua
- M. spaldingi, förekommer i Aruöarna samt i västra Australien till Arnhem Land och näraliggande öar
- M. alecto, förekommer på öar i norra Torres sund (Boigu och Saibai)
- M. jardini, förekommer längs kusten på västra och östra sidan av Kap Yorkhalvön till Cooktown
- M. rufescens, förekommer i östra Queensland (Cairns till centrala Sarina)

### Familjetillhörighet
Törnkråkorna i Cracticus och Melloria, flöjtkråkan (Gymnorhina tibicen), kurrawongerna i Strepera samt de två arterna i Peltops placerades tidigare i den egna familjen Cracticidae. Dessa är dock nära släkt med svalstararna i Artamidae och förs allt oftare dit.

## Status
Arten har ett stort utbredningsområde och beståndet anses vara stabilt. Internationella naturvårdsunionen IUCN listar den därför som livskraftig (LC).

## Bilder

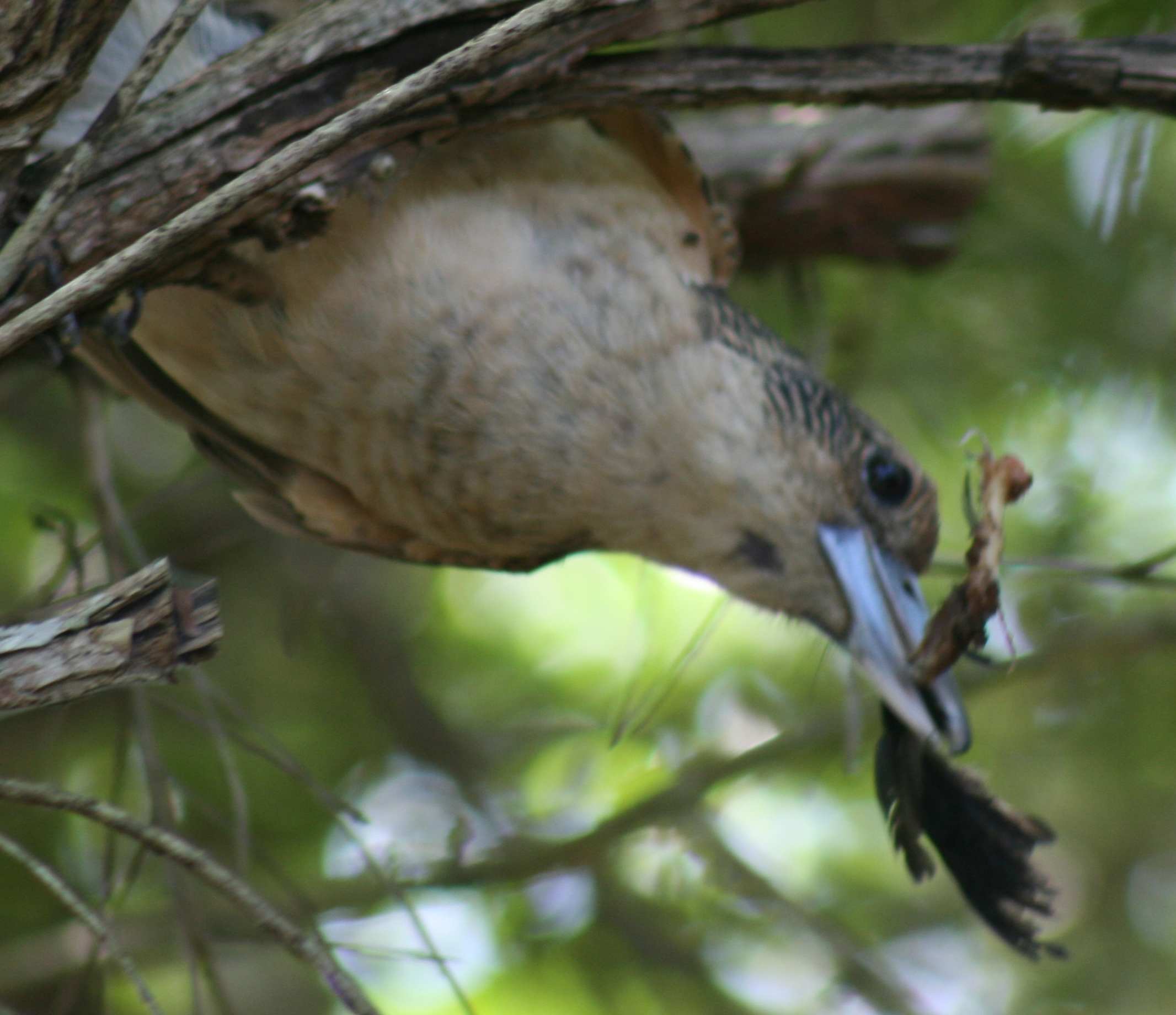
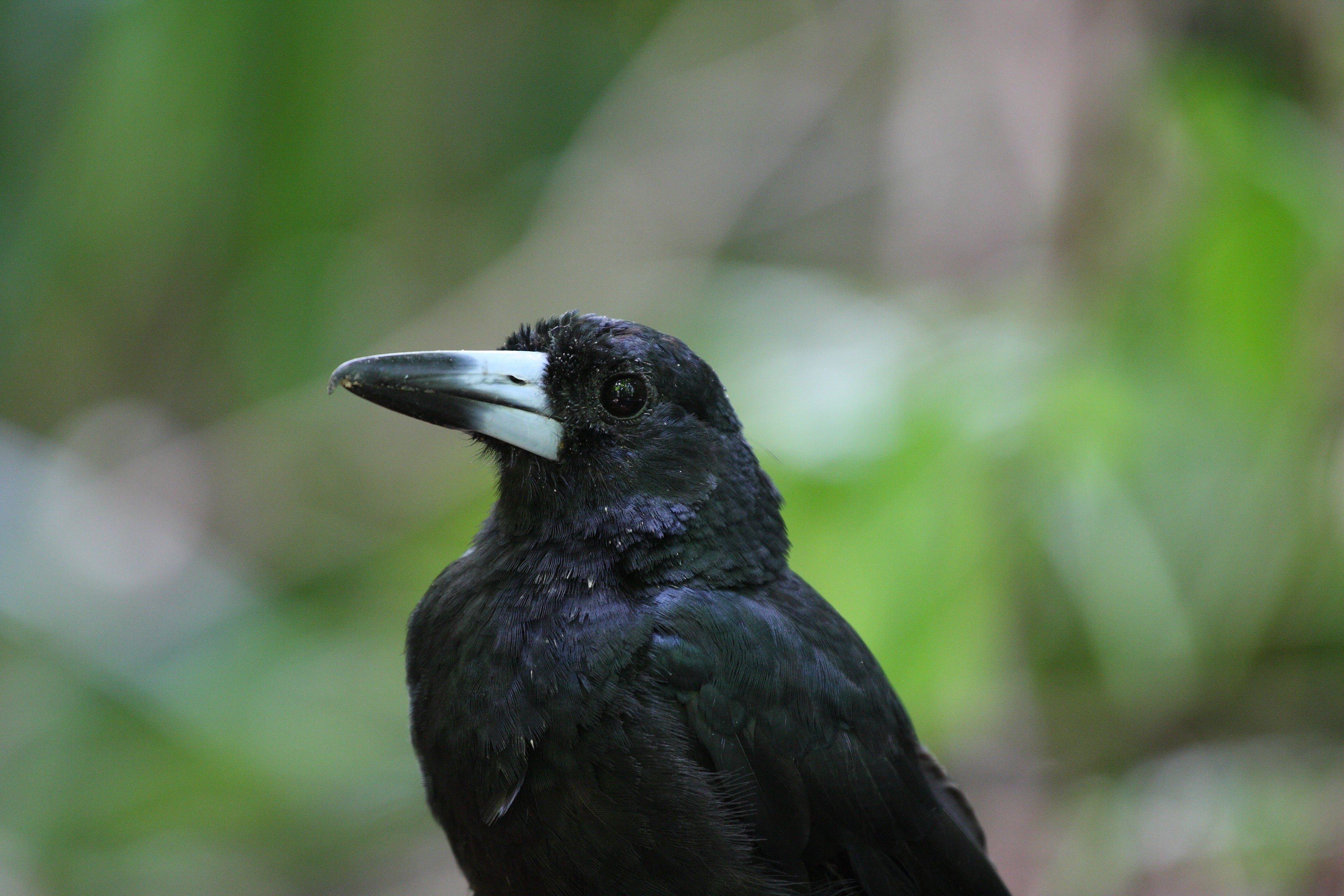
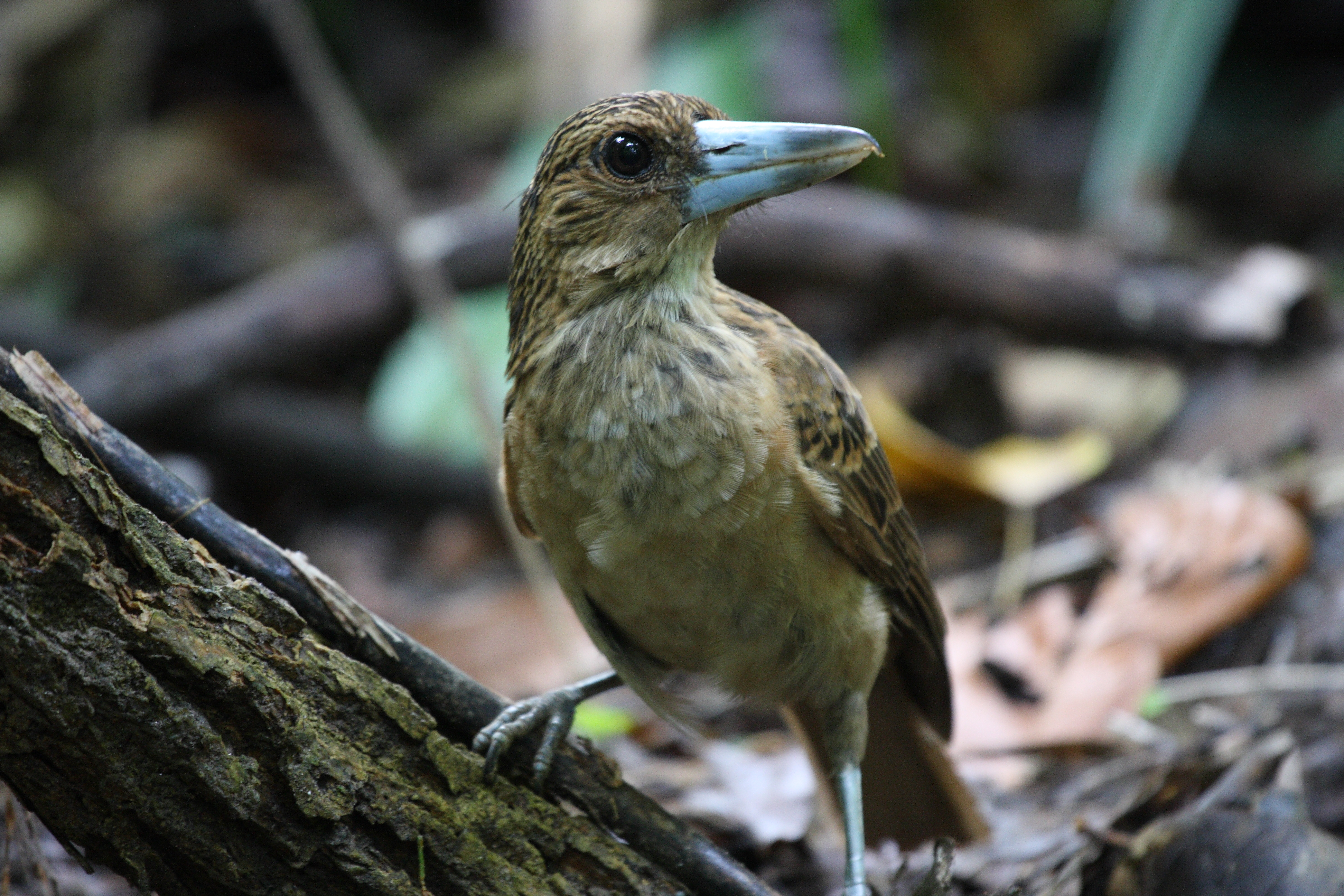